# اینکانوبولا

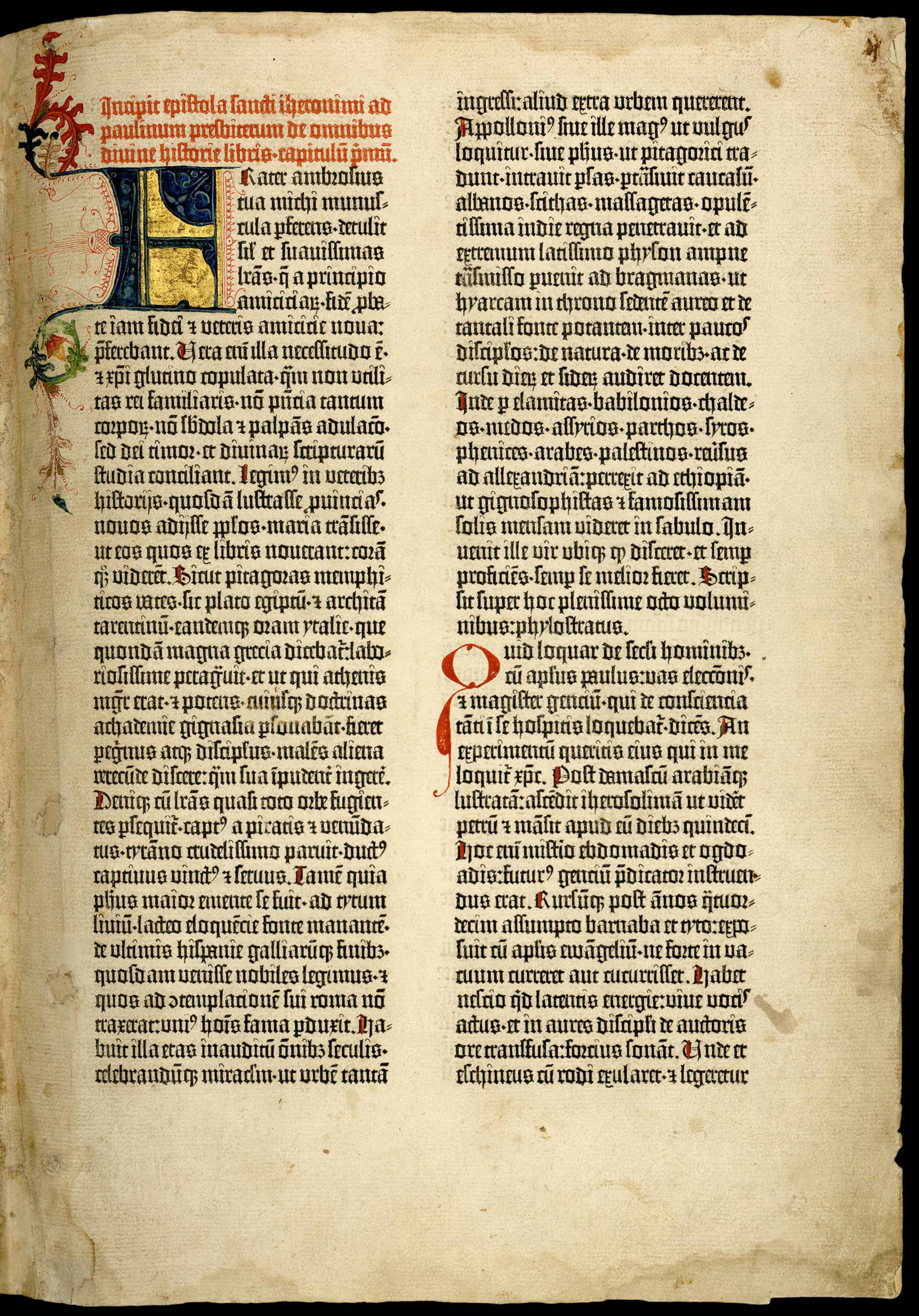
کتاب مقدس گوتنبرگ و نقاشی کلمه اول در آن که ویژگی کتاب‌های مجموعه کانوبولا است

اینکانوبولا (به انگلیسی: Incunable) به معنی مجموعه کتابهایی گفته می‌شود که بین سال‌های ۱۴۵۶ تا ۳۱ دسامبر ۱۵۰۰ به چاپ رسیده‌اند. به این محدوده زمانی در زبان فارسی درصنعت چاپ «دوران گهواره ای» گفته می‌شود.

## ویژگی اینکانوبولا
بین سال‌های ۱۴۵۶–۱۵۰۰، متن کتاب‌ها به‌طور کامل چاپ نمی‌شدند. دلیل این کار این بود که هنوز درک مشخصی از حروف چاپی به وجود نیامده بود و زیبایی که در خطوط نوشتاری وجود داشت هنوز بخشی از اعتبار و ساختار کتاب بود، به همین دلیل به جای حروف اولیه که اغلب تزئینی بودند یک فضای خالی قرار می‌دادند، که بعداً به صورت دستی توسط خوشنویسان (rubricatores) تزئین و نقاشی شد. در این مجموعه‌ها هنوز صفحه ای اختصاصی برای عنوان وجود نداشت، در پایان کتاب‌ها صفحاتی برای توضیح وجود داشت و جلدهای این کتابه نیز چاپ نمی‌شد و اغلب توسط چرم به صورت دستی صحافی می‌شدند. بعد از سال ۱۵۰۰ صفحه عنوان در کتابهای چاپ شده ظاهر شد، و کتاب‌ها به‌طور کامل تحت چاپ قرار می‌گرفت و لزومی به نقاشی کلمات اول از میان رفت. این دوران پایان دوران اینکانوبولا دانسته می‌شود.

## تعداد کتابهای اینکانوبولا در جهان

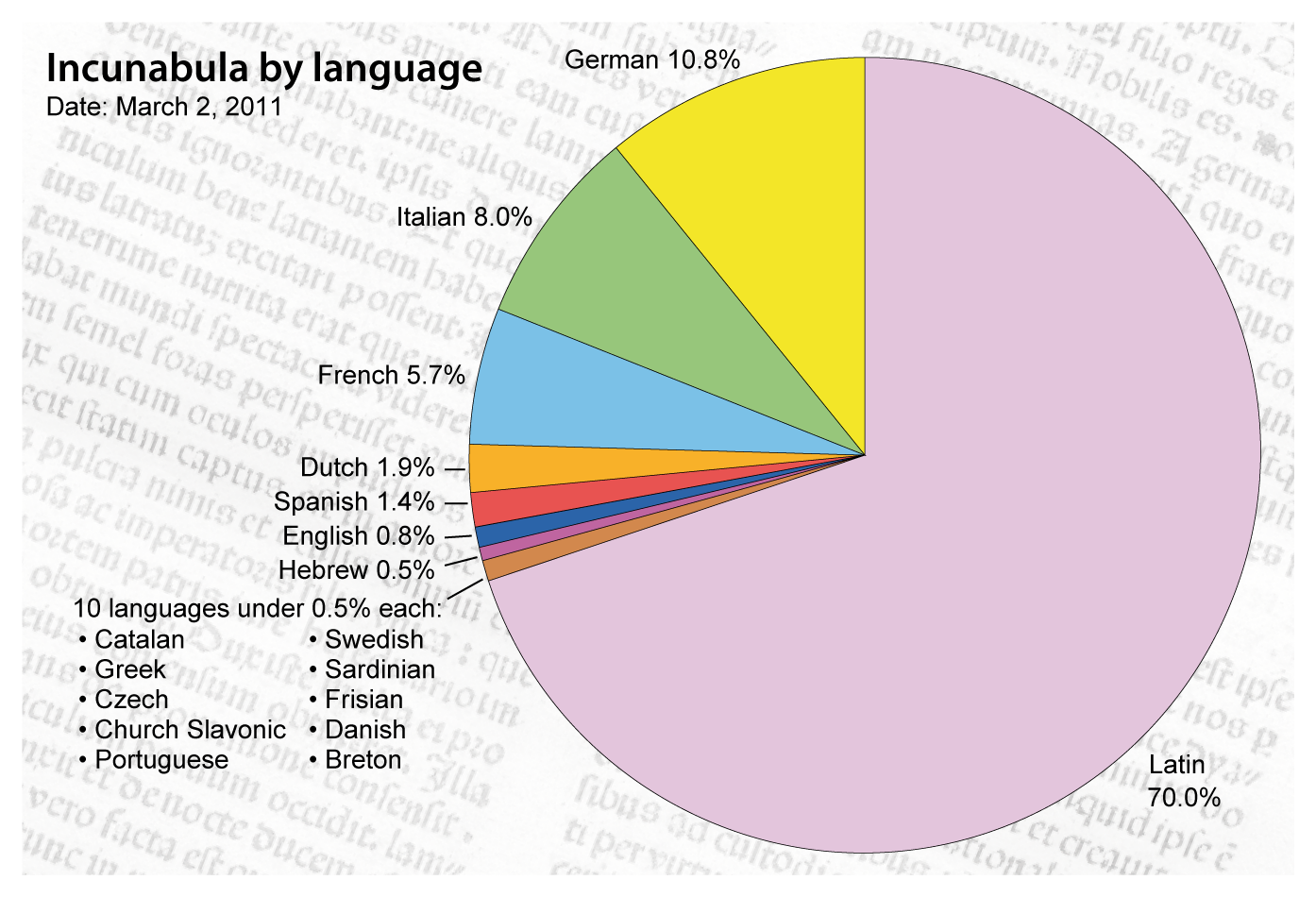
تعداد محتواها در اینکانوبولا برپایه زبان

محققین تخمین می‌زنند که در طی این ۵۰ سال در حدود ۲۶۰ چاپخانه در شهر مختلف اروپا شروع به کار کردند. برآورد می‌شود که در این دوران در حدود ۱۵۰۰ در این چاپخانها مشغول به چاپ کتاب بودند و تقریباً ۴۰ هزار اثر و با تیراژ کلی بیش از ۱۰ میلیون نسخه منتشر کردند. اغلب آنها با دقت جمع‌آوری و در کتابخانه‌ها و موزهای مختلف نگهداری می‌شوند.

## ایران و چاپ کانوبولا
ایران هیچ اثری از چاپ کانوبولا وجود ندارد. برخی از افراد به اشتباه دوران پنجاه ساله اول صنعت چاپ در یک کشور را اینکانوبولا می‌دانند که این اشتباه است و اینکانوبولا فقط در اروپا به وجود آمده‌است. حتی ارمنیان که قدیمی‌ترین نسخه‌های چاپ شده را در اختیار دارند چاپ عصر گهواره ای ندارند.